# Daniel Halksworth
Daniel Halksworth (23 de enero de 1986) es un deportista británico que compitió en acuatlón. Ganó una medalla de plata en el Campeonato Mundial de Acuatlón de 2010.

## Palmarés internacional
| Campeonato Mundial | Campeonato Mundial  | Campeonato Mundial | Campeonato Mundial |
| Año                | Lugar               | Medalla            | Prueba             |
| ------------------ | ------------------- | ------------------ | ------------------ |
| 2010               | Budapest ( Hungría) | Medalla de plata   | Individual         |